# Calotarsa pallipes
Calotarsa pallipes är en tvåvingeart som först beskrevs av Friedrich Hermann Loew 1866.  Calotarsa pallipes ingår i släktet Calotarsa och familjen svampflugor. Inga underarter finns listade i Catalogue of Life.